# Thalassodes zebrata
Thalassodes zebrata là một loài bướm đêm trong họ Geometridae.